# 北区立十条富士見中学校
北区立十条富士見中学校（きたくりつ じゅうじょうふじみちゅうがっこう）は、東京都北区にある公立中学校。
2008年に北区立十条中学校（1947年開校）と北区立富士見中学校（1952年開校）の統合校として開校。所在地は旧十条中学校の敷地。

## 学校概要

### 教育目標
人間尊重の精神を基本に、心身ともに健康で、主体的に行動できる人を育てる。
- 自ら学ぶ意欲をもち、自ら考え、自ら判断できる生徒
- 思いやりの心をもち、正義と責任を重んじ、公共の精神を大切にする生徒
- 自らの心と体の健康づくりに励み、自他の生命や自然を尊重する生徒

### 校歌
- 曲名 - 十条富士見中学校校歌
- 作詞 - 金沢智恵子（詩人）
- 作曲 - 飯沼信義（桐朋学園大学名誉教授）

### 校章
十条中学校の十、富士見中学校の富士、北区の木である桜、中の文字に織り込まれた5枚の桜の花びらに、両校の生徒が一緒になって十条富士見中学校を新たに築き、多くの生徒が集まり北区を代表する中学校になるようにという願いが込められている。 デザインは北区の統合校の校章をデザインした実績のあるすみだ北斎美術館初代館長の菊田寛によって制作された。

### 新校舎
2012年に旧十条中学校の敷地に開設。2008年度より約4年をかけて、新校舎を建設するための計画策定、設計、工事をおこなった。
整備コンセプトは『豊かな心と体を育む空間』とし、広い校地の有効活用、生活の場として居心地のよい快適な空間づくり、生徒のやる気に応える施設設備の整備、わかりやすくシンプルで機能的な建物、安全に生活ができ防災の拠点ともなる場所であることに配慮した。
- 校舎棟 - 中庭のある地上4階建
- スポーツ棟 - 体育館、武道場、プールのある地上3階建
- グラウンド - 100 m走路、200 mトラック、サッカーコート、野球場、テニスコート、屋外倉庫棟
- その他 - 駐車場（駐車場入口完備）、駐輪場、ゴミ庫、緊急車両入口
- 敷地面積 - 約21,721平方メートル
- 延床面積 - 約9,810平方メートル 地上4階建

### 生徒数
- 2008年度 - 359人（1年生120人、2年生113人、3年生126人）
- 2009年度 - 380人（1年生147人、2年生118人、3年生115人）[1]
- 2010年度 - 381人（1年生110人、2年生151人、3年生120人）
- 2011年度 - 413人（1年生153人、2年生110人、3年生150人）
- 2012年度 - 399人（1年生129人、2年生157人、3年生113人）
- 2013年度 - 439人（1年生153人、2年生129人、3年生157人）
- 2014年度 - 418人（1年生135人、2年生154人、3年生129人）
- 2015年度 - 403人（1年生112人、2年生136人、3年生155人）[2]
- 2016年度 - 408人（1年生159人、2年生111人、3年生138人）
- 2020年度 - 321人（1年生106人、2年生97人、3年生118人）
- 2021年度 - 310人（1年生107人、2年生105人、3年生98人）
- 2022年度 - 329人（1年生117人、2年生108人、3年生104人）

## 特色ある取組
十条富士見中学校のSNSルールの導入
携帯電話・スマートフォンの使い方について、「生徒が守る5つのルール」、「保護者が守る3つのルール」を定めている。

## 沿革

### 年表
- 2008年4月1日 - 十条中学校と富士見中学校が統合し、十条富士見中学校として上十条3丁目に開校。
- 2012年 - 校舎移転

## 主な部活動

### 運動部
- 陸上競技部 (全日本中学校通信陸上競技大会東京都大会 男子共通棒高跳 優勝、東京都中学校駅伝競走大会 男子 優勝 など)
- 男子バスケットボール部 (北区秋季大会ベスト8)
- 女子バスケットボール部 (春季ブロック大会出場)
- 女子バレーボール部 (春季ブロック大会出場)
- 女子ソフトテニス部 (都大会出場)
- サッカー部 (北区秋季大会ベスト8)
- 野球部 (ブロック大会出場)

### 文化部
- 吹奏楽部 (東京都吹奏楽コンクール銀賞)
- 演劇部 (北区中学校連合学芸会優秀賞)
- 英語部
- 科学技術部(東京都中学生研究発表会優秀賞)
- 創作部
- 茶道部

## 学校行事
体育祭
毎年6月、北区の公立中学で最大のグラウンド（校庭）で開催される。短距離走、リレーなどの一般的な演技の他、組体操(全男子)、ソーラン(全女子)、大ムカデ（3年）などが行われる。

文化祭
毎年10月に開催される。文化部の活動の集大成として劇や演奏、各学年の生徒やPTAによる合唱、自分の考えを自分の言葉で発表する「私の主張」などが披露される。展示見学では、部活動や授業、委員会などで制作した様々な展示物を見学できる。

北区中学校連合体育大会
毎年9月に開催される陸上大会。2017年9月29日の第55回大会で、大会15連覇を達成した。

ESC那須（English Summer Camp in Nasu）
毎年8月、2年生を対象に実施される二泊三日の国際交流キャンプ。世界のさまざまな国の留学生と生活を共にし、英語への関心を高めることや留学生と交流し外国の文化を学び、日本を紹介することを通して国際理解を深めることなどを目的とする。ハイキング、キャンプファイヤー、ICP(International Culture Performance)発表などが行われる。

岩井臨海学園
毎年8月、1年生を対象に実施される2泊3日の活動。ライフセービング活動、セルフレスキュー体験、心肺蘇生法のほか、命の大切さ、ボランティア精神などについて学ぶ。

### 年中行事
4月
第1学期始業式 - 入学式 - 国・学力調査（3年）
5月
離任式 - 引き取り訓練 - PTA総会 - 修学旅行（3年）
6月
体育祭 - 水泳指導 - 中間考査 - 体力テスト - 歯科講話（1年）
7月
都・学力調査（2年） - デイキャンプ - 夏季休業日 - 夏季水泳指導 - 夏季三者面談
8月
ESC那須（2年） - 岩井臨海学園（1年） - 夏季水泳指導
9月
あいさつ運動 - 期末考査 - 生徒会役員選挙 - 連合体育大会
10月
交通安全指導 - 第1学期終業式 - 秋季休業日 - 第2学期始業式 - 文化祭
11月
連合音楽会 - 三者面談始（3年） - 中間考査 - 新入生体験入学 - 職場体験学習
12月
三者面談 - 開校記念日 - 遠足（1年） - 冬季休業日
1月
区・席書会 - 防災学校（2年） - 音楽鑑賞教室（2年） - 中学校連合展覧会
2月
PTA総会 - 遠足（2年） - 期末考査
3月
遠足（3年） - 奉仕活動 - 卒業式 - 保護者会(1、2年) - 修了式 - 春季休業日

## 通学区域
- 王子本町1丁目（19 - 20番）・2 - 3丁目、岸町2丁目、中十条1 - 4丁目、十条台1 - 2丁目、十条仲原1 - 4丁目、上十条1 - 5丁目[10]

## 関係者

### 出身者
- 米長邦雄 - 将棋棋士（九段、永世棋聖） ※旧十条中学校
- 高木啓 - 衆議院議員（元都議会議員・北区議会議員） ※旧十条中学校
- 安部裕葵 - プロサッカー選手（浦和レッズ、元日本代表）

### 歴代校長
- 初代 - 長谷川研一（2008 - 2010年度）
- 第2代 - 田原弘司（2011 - 2014年度）
- 第3代 - 高木潤也（2015 - 2018年度）
- 第4代 - 松本洋人（2019 - 2021年度）
- 第5代 - 守谷暢明（2022 -）